# Plagne, Haute-Garonne
 Plagne  là một xã thuộc tỉnh Haute-Garonne trong vùng Occitanie tây nam nước Pháp. Xã này nằm ở khu vực có độ cao trung bình 360 mét trên mực nước biển.

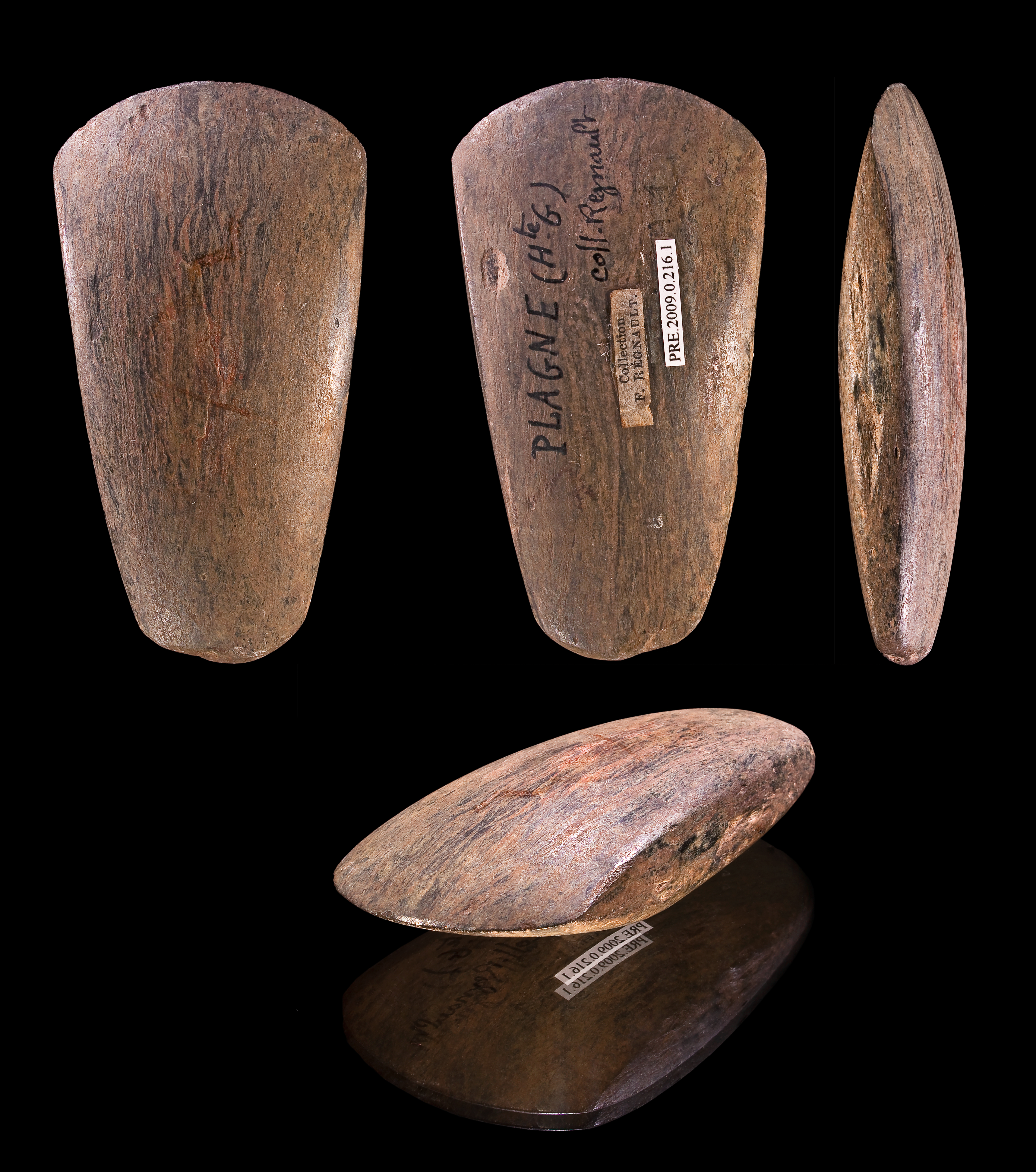
Plagne - Hache polie période néolithique - Muséum de Toulouse